# Kissaton virne
Kissaton virne è un film del 2017, diretto da Jasper Late. La vicenda è ambientata a Tampere. 

## Trama
Res racconta a Melia, la sua ragazza, una strana storia avvenuta un cinquantennio prima, in Unione Sovietica: un gruppo di escursionisti sugli Urali vennero trovati morti, i loro corpi orrendamente mutilati.
Il mattino dopo la stanza da bagno della casa dei due è sporco di sangue ovunque, e Res è scomparso. Dopo alcuni tentativi di avvertire le autorità Melia inizia ad indagare nella propria città, Tampere, e nei dintorni, per conto proprio e con l'aiuto della sua amica Liana, contattando in vario modo amici e conoscenti: da Eko, il fratello di Res, allo sfortunato Heiko e a suo fratello, a Sansor, a Pachers, che lavora in un impianto sportivo dedicato al golf.  Ella si imbatte in una storia di microcriminalità nella quale probabilmente anche Res era coinvolto; e, dopo qualche tempo, avendo ricostruito una propria versione dei fatti, uccide Sansor, uno degli amici di Res.
Seduta presso un corso d'acqua, Melia inizia a parlare da sola, rivolta ad un interlocutore immaginario, verosimilmente Res, e, mentre si dirige a casa, racconta una storia, avvenuta in Inghilterra durante l'epoca vittoriana, una storia che riguarda una donna a cui era stata diagnosticata l'isteria, e che, reclusa dal marito, sparisce misteriosamente.